# Michelsen Island
Michelsen Island (norwegisch Michelsenøya) ist eine kleine Insel im Archipel der Südlichen Orkneyinseln. Mit dem südlichen Ende von Powell Island ist sie über einen vom Meer überspülten Isthmus (Tombolo) aus Felsbrocken verbunden. Sie gehört zum Antarctic Specially Protected Area, ASPA No. 111.
Entdeckt und spärlich kartiert wurde sie 1821 vom britischen Walfängerkapitän George Powell (1794–1824) und seinem US-amerikanischen Pendant Nathaniel Palmer. Der Name der Insel ist erstmals auf einer Landkarte verzeichnet, die der norwegische Walfängerkapitän Petter Sørlle (1884–1933) anhand seiner zwischen 1912 und 1913 durchgeführten Vermessungen der Südlichen Orkneyinseln erstellt hatte. Der genaue Namensgeber ist nicht bekannt.